# Gonomyia delicata
Gonomyia delicata är en tvåvingeart som beskrevs av Alexander 1913. Gonomyia delicata ingår i släktet Gonomyia och familjen småharkrankar.
Artens utbredningsområde är Guatemala. Inga underarter finns listade i Catalogue of Life.